# 日野晃博
日野 晃博（ひの あきひろ、1968年7月20日 - ）は、日本のゲームクリエイター、実業家。システムソフト、リバーヒルソフトを経てレベルファイブを創業し、同社の代表取締役社長を務める。福岡県大牟田市出身。
プログラマー、シナリオライター、ディレクター、プロデューサーとして数々のゲーム開発に携わり、『ドラゴンクエストVIII 空と海と大地と呪われし姫君』や『イナズマイレブン』、『妖怪ウォッチ』などのヒット作を生み出した功績から福岡市文化賞（2015年）、福岡県文化賞（2019年）などを受賞している。また主にレベルファイブ開発のゲームを原作としたアニメ作品に脚本などで制作に関わっている。

## 経歴
1968年7月20日、福岡県大牟田市で生まれる。幼少期より、プログラミングとPCゲームに親しみ、『ドラゴンクエストIII そして伝説へ…』に出会ったことで、ゲーム業界に入ることを決心する。コンピュータ専門学校を卒業後、株式会社システムソフトを経てリバーヒルソフトへ。プログラムを含むディレクションを複数の作品で担当する。その後、1998年に当時のチームメンバーと共に独立しレベルファイブを設立する。同社ではSCEの下請けとしてRPGを開発。
その後『ダーククラウド』に目が留まった当時スクウェア・エニックスに所属していた渡部辰城、および堀井雄二の依頼で『ドラゴンクエストVIII 空と海と大地と呪われし姫君』のコンペに参加し、正式に受注する。日野はディレクターを務め、2004年11月に発売される。
2005年より、福岡に存在するゲーム開発会社を中心とした団体GFFの会長に就任。九州大学と提携しながら活動を行っていく方針を発表した。
2011年10月から2012年9月までMBS・TBS系にて放送されていたアニメ『機動戦士ガンダムAGE』では、ゲーム原作以外で初めてアニメのストーリー・シリーズ構成を担当した。
2017年、東京2020大会マスコット審査会の委員を務めた。

## 作品

### ゲーム
- J.B.ハロルド3 D.C.コネクション（1989年）PC-8801版プログラム
- BURAI 上巻（1989年）プログラム
- 黄金の羅針盤～翔洋丸桑港航路殺人事件～（1990年）メインプログラム
- ドクターハウザー（1994年）メインプログラム
- ドラえもん 友情伝説 ザ・ドラえもんズ（1995年）メインプログラム
- OverBlood（1996年）リードプログラマー
  - OverBlood2（1998年）ディレクション、シナリオ・ゲームデザイン
- ダーククラウド（2000年）製作プロデュース、原作・ゲームデザイン
- ダーククロニクル（2002年）ゲームデザイン・シナリオプロデュース
- ドラゴンクエストVIII 空と海と大地と呪われし姫君（2004年）ディレクション
- ローグギャラクシー（2005年）プロデュース・ディレクション・ゲームデザイン・シナリオ
- JEANNE D'ARC（2006年）プロデュース
- レイトン教授と不思議な町（2007年）企画・シナリオ・プロデュース
  - レイトン教授と悪魔の箱（2007年）企画・シナリオ・プロデュース
  - レイトン教授と最後の時間旅行（2008年）企画・シナリオ・プロデュース
  - レイトン教授と魔神の笛（2009年）企画・シナリオ・プロデュース
  - レイトン教授と奇跡の仮面（2011年）企画・シナリオ・プロデュース
- イナズマイレブン（2008年）企画・シナリオ・プロデュース
  - イナズマイレブン2 脅威の侵略者（2009年）企画・シナリオ・プロデュース
  - イナズマイレブン3 世界への挑戦!!（2010年）企画・シナリオ・プロデュース
- 白騎士物語 -古の鼓動-（2008年）シナリオ・プロデュース
  - 白騎士物語 -光と闇の覚醒-（2010年）監修
- ドラゴンクエストIX 星空の守り人（2009年）ディレクション
- 二ノ国 漆黒の魔導士（2010年）企画・シナリオ・総監督
  - 二ノ国 白き聖灰の女王（2011年）企画・シナリオ・総監督
  - 二ノ国II レヴァナントキングダム（2018年）企画・シナリオ・総監督
- ダンボール戦機（2011年）企画・シナリオ・プロデュース
  - ダンボール戦機 爆ブースト（2012年）企画・シナリオ・プロデューサー
  - ダンボール戦機ウォーズ（2013年）企画・シナリオ原案・プロデューサー
- イナズマイレブンGO シャイン/ダーク（2011年）企画・シナリオ・プロデューサー
  - イナズマイレブンGO2 クロノ・ストーン ネップウ/ライメイ（2012年）企画、シナリオ、プロデューサー
  - イナズマイレブンGO ストライカーズ 2013（2012年）企画・プロデューサー
  - イナズマイレブンGO ギャラクシー ビッグバン/スーパーノヴァ（2013年）企画・シナリオ・プロデューサー
- タイムトラベラーズ（2012年）プロデューサー
- レイトンブラザーズ・ミステリールーム（2012年）エグゼクティブプロデューサー・プロデューサー
- ファンタジーライフ（2012年）企画・プロデュース
- 妖怪ウォッチ（2013年）エグゼクティブプロデューサー・企画・プロデューサー・ストーリー原案
  - 妖怪ウォッチ2 元祖/本家/真打（2014年）エグゼクティブプロデューサー・クリエイティブプロデューサー・企画・シナリオ原案
  - 妖怪ウォッチバスターズ 赤猫団/白犬隊（2015年）プロデューサー
  - 妖怪ウォッチ ぷにぷに（2015年）プロデューサー
  - 妖怪ウォッチ3 スシ/テンプラ/スキヤキ（2016年）クリエイティブプロデューサー・企画・シナリオ原案
  - 妖怪ウォッチ4 ぼくらは同じ空を見上げている（2019年）クリエイティブプロデューサー・企画・シナリオ原案
- イナズマイレブン アレスの天秤 ゲーム&アニメーション パイロットフィルム（2016年）総監督・原案・脚本
- イナズマイレブン アレスの天秤 超新作映像「フットボールフロンティア編」（2017年）総監督・原案・脚本
- メガトン級ムサシ（2021年）企画・シナリオ・プロデューサー

### テレビアニメ
- イナズマイレブン（2008年 - 2011年）企画・総監修・ストーリー原案
- ダンボール戦機（2011年 - 2012年）企画・総監修・ストーリー原案・脚本
- イナズマイレブンGO（2011年 - 2012年）企画・総監修・ストーリー原案・脚本
- 機動戦士ガンダムAGE（2011年 - 2012年）ストーリー・シリーズ構成・脚本
- ダンボール戦機W（2012年 - 2013年）企画・総監修・ストーリー原案・脚本
- イナズマイレブンGO クロノ・ストーン（2012年 - 2013年）企画・総監修・ストーリー
- ダンボール戦機WARS（2013年）企画・総監修・ストーリー原案・脚本
- イナズマイレブンGO ギャラクシー（2013年 - 2014年）企画・総監修・ストーリー
- 妖怪ウォッチ（2014年 - 2018年）クリエイティブプロデューサー・企画・シナリオ原案・脚本
- タイムボカン24（2016年 - 2017年）クリエイティブプロデューサー
- スナックワールド（2017年 - 2018年）原案・総監督・シリーズ構成・脚本
- タイムボカン 逆襲の三悪人（2017年 - 2018年）クリエイティブプロデューサー
- イナズマイレブン アレスの天秤（2018年）総監督・原案・シリーズ構成
- レイトン ミステリー探偵社 〜カトリーのナゾトキファイル〜（2018年 - 2019年）原案・クリエイティブディレクター・シリーズ構成
- 妖怪ウォッチ シャドウサイド（2018年 - 2019年）クリエイティブプロデューサー・企画・シナリオ原案
- イナズマイレブン オリオンの刻印（2018年 - 2019年）総監督・原案・シリーズ構成
- 妖怪ウォッチ!（2019年）クリエイティブプロデューサー・企画・シナリオ原案
- 妖怪学園Y 〜Nとの遭遇〜（2019年 - 2021年）クリエイティブプロデューサー・原案・シリーズ構成
- 妖怪ウォッチ♪（2021年）クリエイティブプロデューサー・企画・シナリオ原案
- メガトン級ムサシ（2021年 - 2023年）総監督・企画・原案・シリーズ構成・脚本

### OVA
- 機動戦士ガンダムAGE MEMORY OF EDEN（2013年）ストーリー監修・脚本協力
- イナズマイレブン Reloaded（2018年）総監督・原案・脚本

### 劇場アニメ
- レイトン教授と永遠の歌姫（2009年）企画・プロデュース・ストーリー原案
- 劇場版イナズマイレブン 最強軍団オーガ襲来（2010年）企画・総監修・ストーリー原案・製作
- 劇場版イナズマイレブンGO 究極の絆 グリフォン（2011年）企画・脚本・総監修・製作
- ドットハック セカイの向こうに（2012年）特別協力
- 劇場版イナズマイレブンGO vs ダンボール戦機W（2012年）企画・脚本・総監修
- イナズマイレブン 超次元ドリームマッチ（2014年）企画・総監修・ストーリー
- 映画 妖怪ウォッチ 誕生の秘密だニャン!（2014年）クリエイティブプロデューサー・企画・製作・シナリオ原案
- 映画 妖怪ウォッチ エンマ大王と5つの物語だニャン!（2015年）クリエイティブプロデューサー・脚本・企画・製作・シナリオ原案
- スナックワールド（2015年）原作・総監督・脚本
- 映画 妖怪ウォッチ 空飛ぶクジラとダブル世界の大冒険だニャン!（2016年）脚本・シナリオ原案
- スナックワールド 人嫌いのレニー（2016年）原案・総監督・脚本
- 映画 妖怪ウォッチ シャドウサイド 鬼王の復活（2017年）製作総指揮・原案・脚本
- 映画 妖怪ウォッチ FOREVER FRIENDS（2018年）製作総指揮・原案・脚本
- 二ノ国（2019年）製作総指揮・原案・脚本
- 映画 妖怪学園Y 猫はHEROになれるか（2019年）製作総指揮・原案・脚本
- 映画 妖怪ウォッチ♪ ケータとオレっちの出会い編だニャン♪ワ、ワタクシも〜♪♪（2021年）企画原案/エグゼクティブアドバイザー
- 妖怪ウォッチ♪ ジバニャンvsコマさん もんげー大決戦だニャン（2023年）企画原案/エグゼクティブアドバイザー
- 映画 イナズマイレブン総集編 伝説のキックオフ（2024年）構成・脚本[13]
- 劇場版 イナズマイレブン 新たなる英雄たちの序章（2024年）総監督・脚本[13]

### Webアニメ
- イナズマイレブン アウターコード（2016年 - 2017年）総監督・原案・脚本

## 出演
- 福岡恋愛白書パート6（2011年）本人役（友情出演）
- SWITCHインタビュー 達人達（2015年5月2日、NHK Eテレ）大泉洋と対談
- 情熱大陸（2015年5月31日、TBS系列）[14]
- 課外授業 ようこそ先輩（2015年8月14日、NHK Eテレ）[15]
- イナズマウォーカー（2016年9月30日 - 2018年4月5日、ニコニコ生放送・YouTube Live）
  - 週刊イナズマウォーカー（2018年4月6日 - 9月28日、ニコニコ生放送・YouTube Live）
  - イナズマウォーカー ○月号（2018年11月9日・3月1日 、ニコニコ生放送・YouTube Live）※不定期配信
- ゲームズマーヤ最後の一日（2018年5月、ニコニコ生放送）ゲストとして出演

## 楽曲提供
- スージー・ロッソ
  - 「ムゲン・ザ・ワールド」（作詞）
  - 「I am a Legend of Hero」（作詞）
  - 「オレはいつか花になる」（作詞）
- スカイスネーカー（莉犬（すとぷり））
  - 「ヘビーなオレが蛇になる」（作詞）
- 寺田真奈美
  - 「どん底からのカツ丼」（作詞）
- twe'lv
  - 「純情青春ラブ」（作詞）
- P丸様。
  - 「侵略魔少女エルゼメキア」（作詞）
- 飛蘭
  - 「戦場に咲いた一輪の花」（作詞）
  - 「とべ青い鳥」（作詞）
- 莉犬（すとぷり）
  - 「宇宙神秘ブギ」（作詞）

## 受賞歴
- CEDEC AWARDS 2011 ゲームデザイン部門最優秀賞（2011年）[16]
- ファミ通アワード2011 MVP（2012年）
- 日本ゲーム大賞 2014 経済産業大臣賞（2014年）[17]
- 第34回ベスト・ファーザー イエローリボン賞 経済部門（2015年）[18]
- ファミ通アワード2014 MVP（2015年）
- 第28回東京国際映画祭 ARIGATO賞（2015年）[19]
- 福岡市文化賞（2015年）[20]
- 第26回「福岡県文化賞」創造部門（2019年）[21]